# René Pétillon
René Pétillon (12 de desembre de 1945, Lesneven (Finisterre) - 30 de setembre de 2018, París) va ser un dibuixant satíric de còmics francès. Es va fer conèixer com a dibuixant humorístic a Le Canard Enchaîné i com a dibuixant de còmics, la seva sèrie més coneguda va ser Jack Palmer, sobre un detectiu privat força maldestre.

## Biografia
Pétillon es va incorporar a la revista Pilote l'any 1972. A partir de 1993, va publicar dibuixos a Le Canard Enchaîné i els va signar com a Pétillon. El 1989, va ser guardonat amb el Grand Prix de la ville al Festival Internacional del Còmic d'Angoulême.
L'any 2001 va publicar el seu còmic més conegut, L'Enquête Corse, que tractava sobre els grups d'independència a Còrsega. L'àlbum va ser un èxit popular i de crítica, amb un tiratge de 300.000 exemplars en francès i uns 30.000 en llengua corsa. La pel·lícula L'arxiu cors, estrenada el 2004 i protagonitzada per Jean Reno, es va basar en el llibre.
A l'any 2002 va rebre el Grand prix de l'humor vache al Salon international du dessin de presse et d'humor de Saint-Just-le-Martel.
La seva obra també va aparèixer a L'Écho des Savanes i el 2015 també va publicar a Charlie Hebdo. Va morir el 2018 després d'una llarga malaltia.

## Petillon en català
Desconeixent el motiu, en la seva versió en català, el detectiu Jack Palmer va ser rebatejat com a Jack Pelman.
- El cas del pequinès de París (1986). Títol original Le Pékinois. Traducció: Dolors Alibés. Dragons Comics, Edicions B.

- Jack Pelman volum 2: El rei dels còmics. (1990). Títol original: Le Prince de la BD. Dragons Comics, Edicions B.

## Obra
- Jack Palmer:

1. Pétillon, une sacrée salade (1983)
2. Mister Palmer et Docteur Supermarketstein (1977)
3. La Dent creuse (1978)
4. Les Disparus d'Apostrophes (1982)
5. Le Chanteur de Mexico (1984)
6. Le Prince de la BD (1985)
7. Le Pékinois, Dargaud (1987)
8. Un détective dans le yucca (1989)
9. Narco-dollars (1990)
10. Un privé dans la nuit (1993)
11. L'Affaire du top model (1995)
12. L'Enquête corse (2000)
13. L'Affaire du voile (2006)
14. Enquête au paradis (2009)
15. Palmer en Bretagne (2013)

- Le Chien des Basketville (1979)

- Les carottes sont cuites (1980)
- Bienvenue aux terriens (1982)
- La Fin du monde est pour ce soir (1986)
- Louis et Dico (com a guionista). Jean-Marc Rochette (dibuixos):

1. Panique à Londres, 2003.
2. Scandale à New-York, 2004.
3. Triomphe à Hollywood, 2006.

- Super Catho (guionista). Dibuixos de Florence Cestac (2004)
- Rencontres improbables (2016)